# Felgueiras (Resende)
Felgueiras est une paroisse civile portugaise (en portugais Freguesia) de la municipalité de Resende, située dans le district de Viseu et la région Nord.
La paroisse possède une superficie de 8,27 km2 et une population de 315 habitants (2001). Densité : 38.1 hab/km2. La paroisse se situe à 8 km au sud-est du village de Resende, dans la montagne, où le Montemuro s'incline pour saluer le Douro.
Saint Jean Baptiste est le patron de la paroisse, et est célébré le 24 juin.
Le président de la paroisse civile  est Marcos Jacinto Almeida Matos, élu par le Parti socialiste.

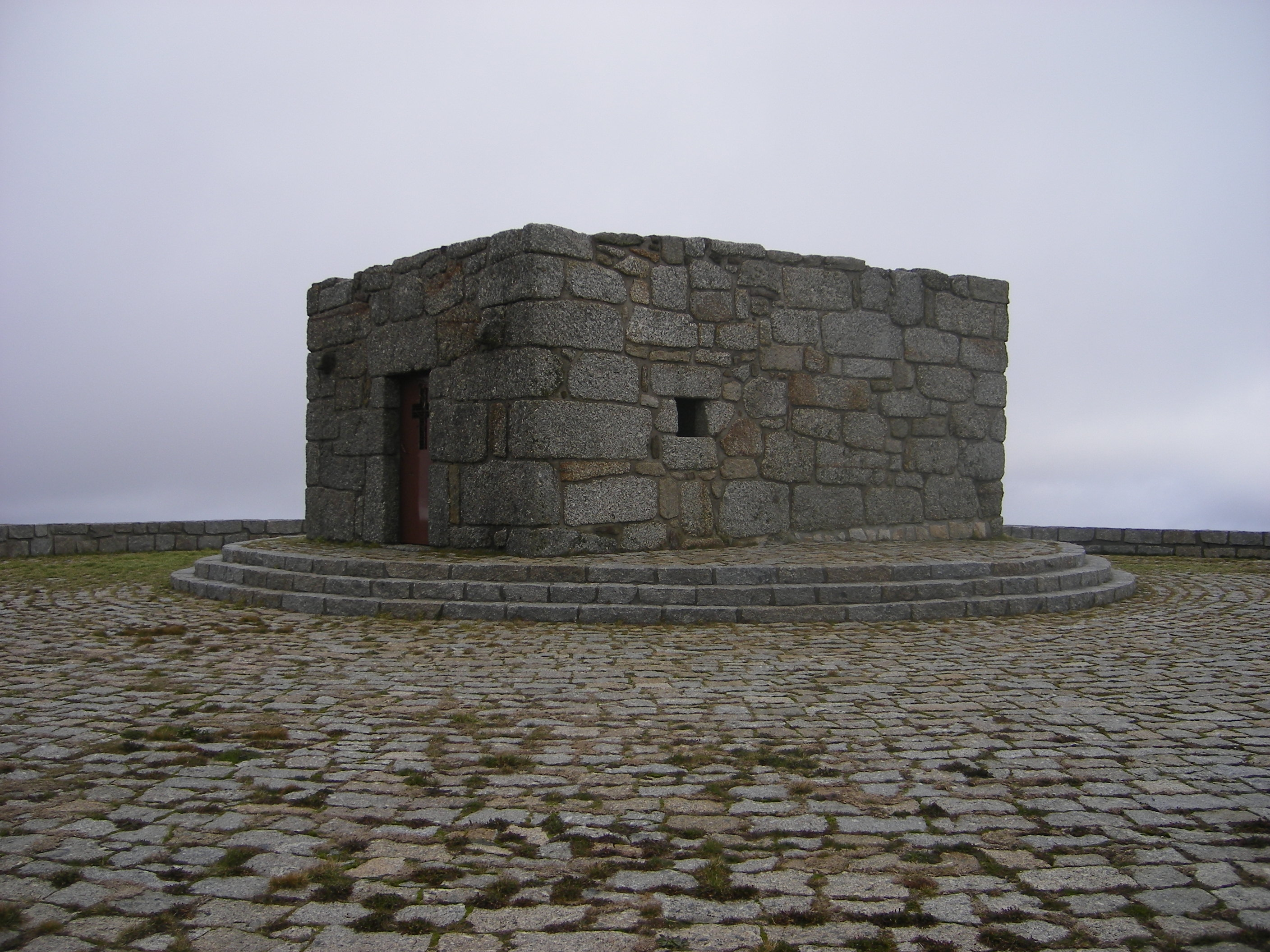
Felgueiras - Chapelle de S. Cristóvão
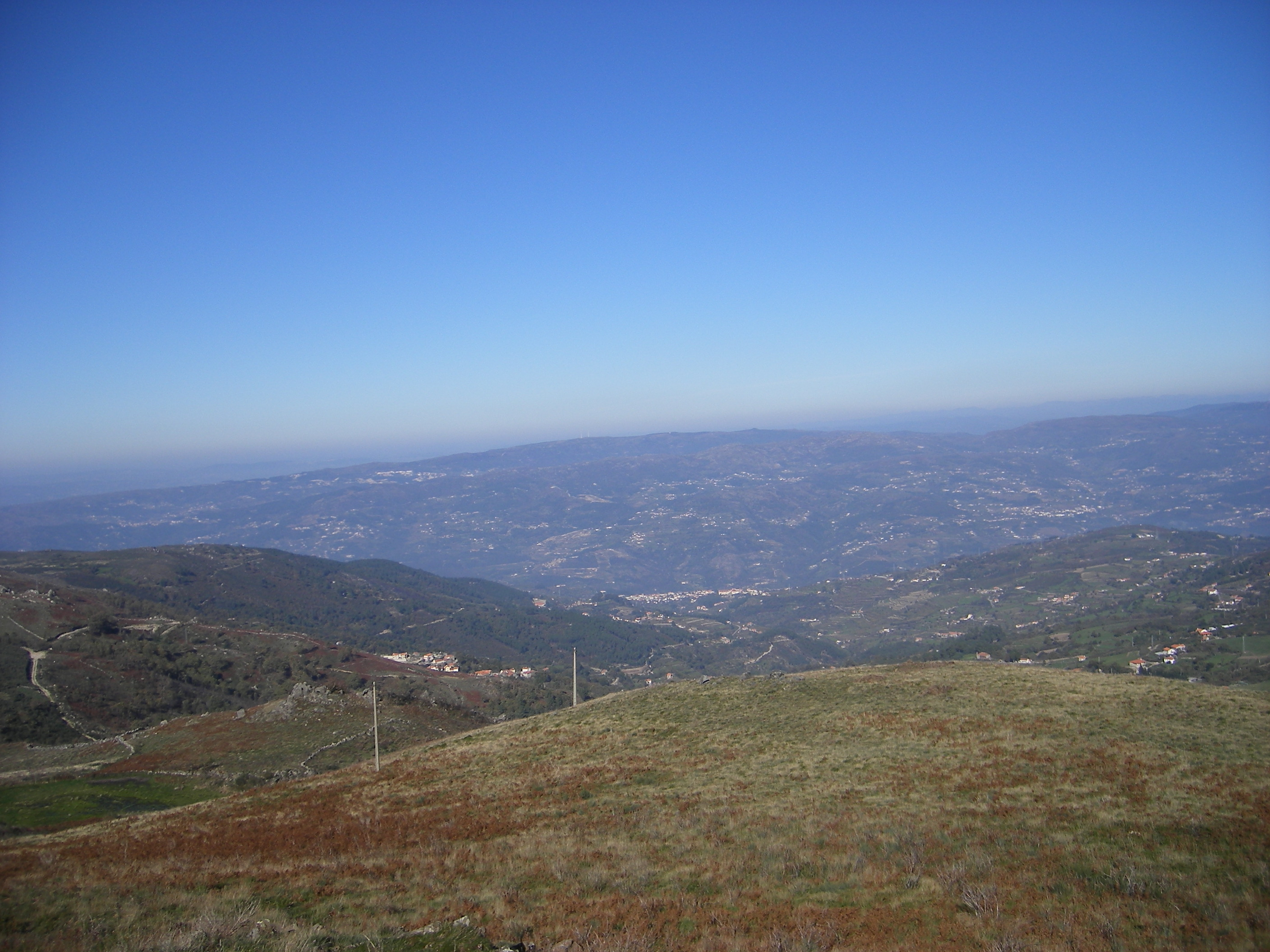
Felgueiras - Mont de S. Cristóvão
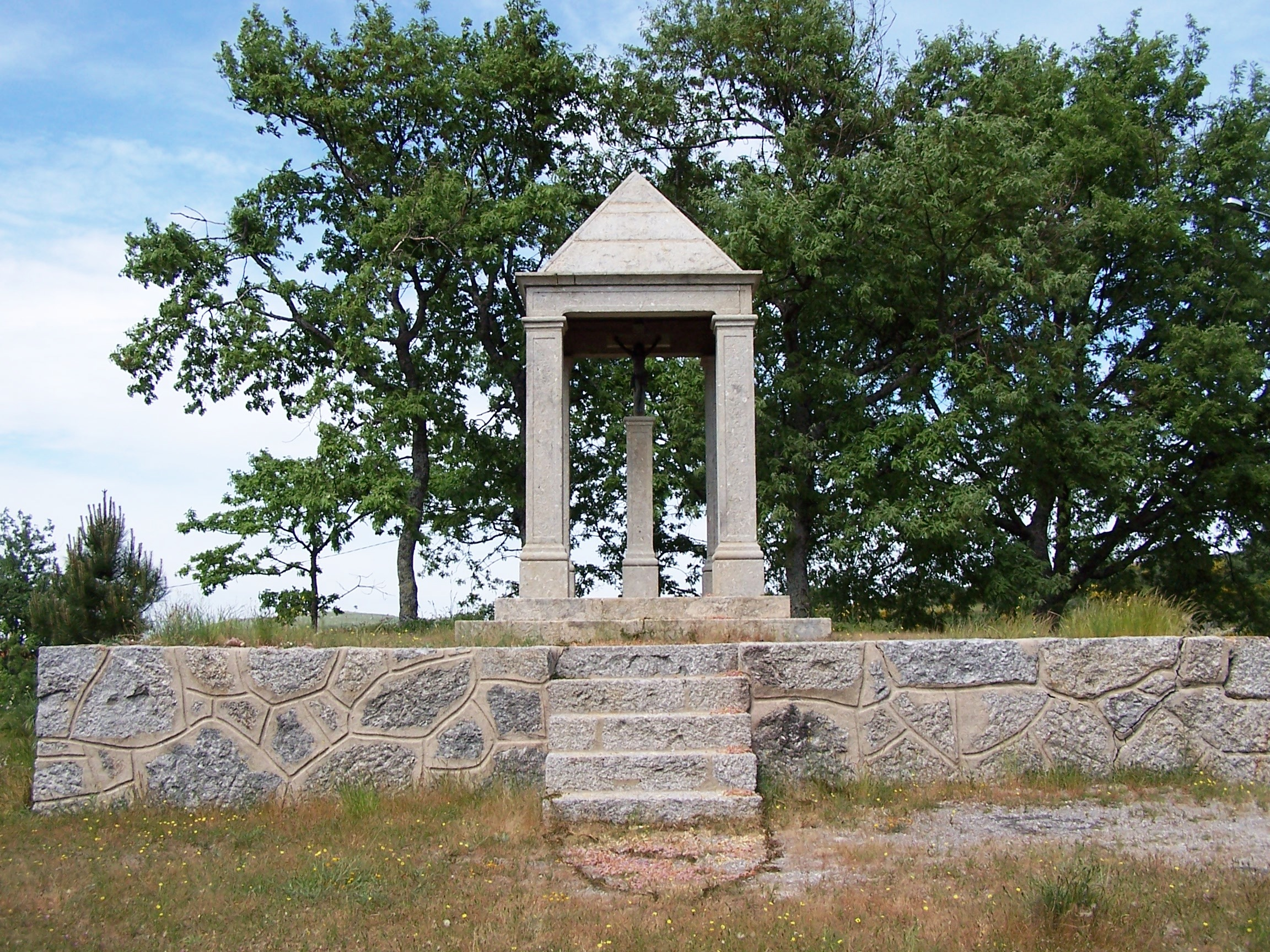
Felgueiras - Saint Christ des Angoissés
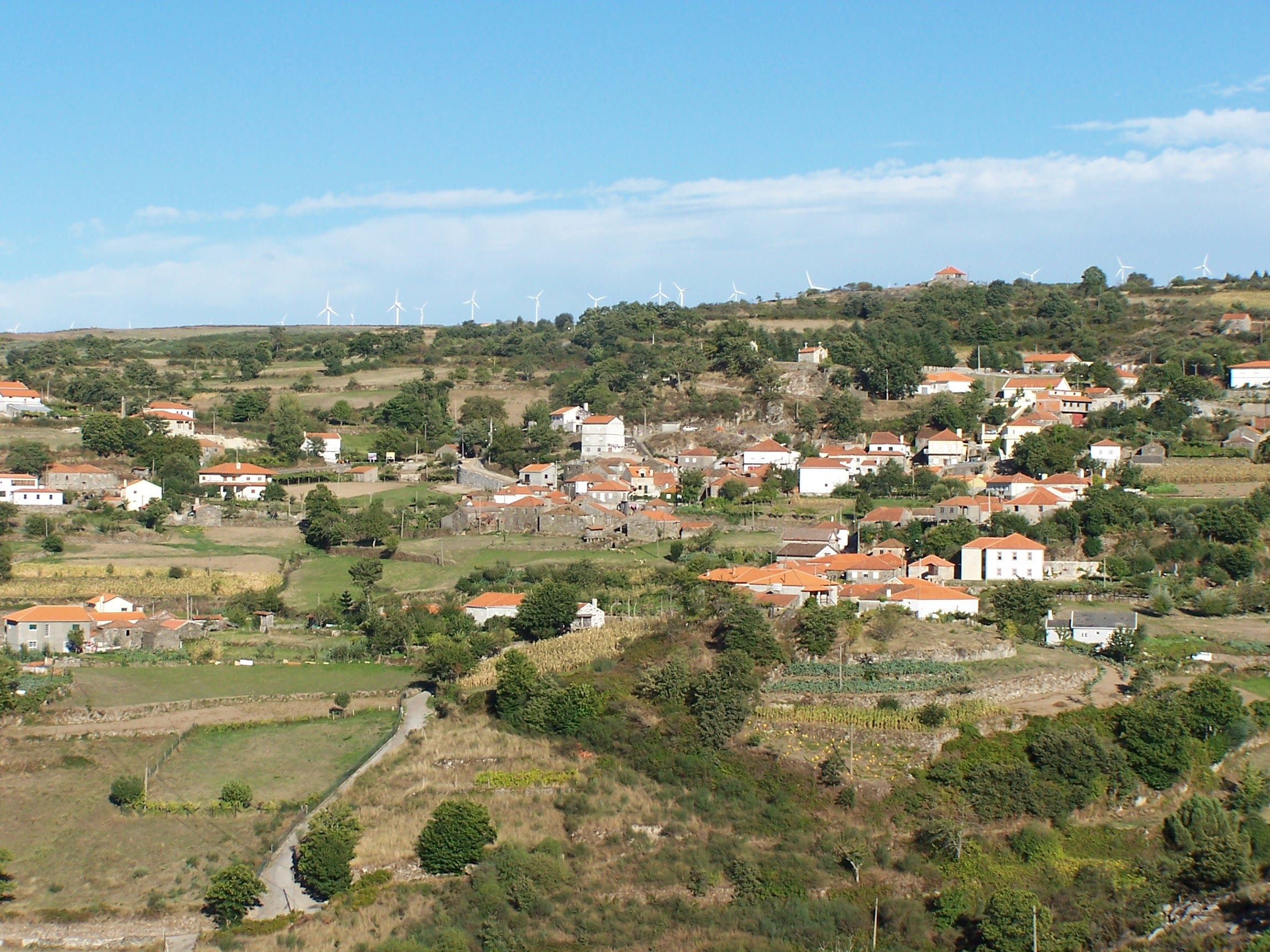
Village de Felgueiras

## Patrimoine
- Conjunto Megalítico de Felgueiras